# 跋姓
跋是一个罕见的姓氏。俗写或作“拔”。
後來五代时候后梁有擅长画佛道鬼神的跋异，二者不能確知其是否為同一世系。